# Eutypella
Eutypella is een geslacht van schimmels behorend tot de familie Diatrypaceae. 

## Soorten
Volgens Index Fungorum telt het geslacht 109 soorten (peildatum maart 2023):
| Soortnaam                                              | Auteur(s)                                      | Publicatiejaar |
| ------------------------------------------------------ | ---------------------------------------------- | -------------- |
| Eutypella acaciae                                      | Doidge                                         | 1941           |
| Eutypella acericola                                    | (De Not.) Berl.                                | 1902           |
| Eutypella albomaculata                                 | Lar.N. Vassiljeva, Hai X. Ma & S.L. Stephenson | 2016           |
| Eutypella alni                                         | (Fr.) Lar.N. Vassiljeva                        | 1998           |
| Eutypella alnifraga                                    | (Wahlenb.) Sacc.                               | 1882           |
| Eutypella ambiens                                      | (Syd. & P. Syd.) Rappaz                        | 1987           |
| Eutypella andicola                                     | Speg.                                          | 1912           |
| Eutypella androssowii                                  | Rehm                                           | 1911           |
| Eutypella annonae                                      | Torrend                                        | 1913           |
| Eutypella arecae                                       | (Syd. & P. Syd.) Rappaz                        | 1987           |
| Eutypella aspera                                       | (Massee) Rappaz                                | 1987           |
| Eutypella australiensis                                | Trouillas, Sosnowski & Gubler                  | 2010           |
| Eutypella bakeri                                       | Syd. & P. Syd.                                 | 1916           |
| Eutypella bambusina                                    | (Penz. & Sacc.) Sacc.                          | 1921           |
| Eutypella brunaudiana                                  | Sacc.                                          | 1879           |
| Eutypella buddlejae                                    | Sousa da Câmara & A.T. Vasconc.                | 1955           |
| Eutypella canariensis                                  | Speg.                                          | 1914           |
| Eutypella capensis                                     | Rappaz                                         | 1987           |
| Eutypella caricae                                      | (De Not.) Berl.                                | 1902           |
| Eutypella cearensis                                    | D.A.C. Almeida, Gusmão & A.N. Mill.            | 2016           |
| Eutypella ceranata                                     | Fairm.                                         | 1923           |
| Eutypella cerviculata                                  | (Fr.) Sacc.                                    | 1882           |
| Eutypella cheirolophi                                  | Maire                                          | 1917           |
| Eutypella chilensis                                    | Speg.                                          | 1910           |
| Eutypella cocos                                        | Ferd. & Winge                                  | 1908           |
| Eutypella coffeicola                                   | C. Moreau & M. Moreau                          | 1951           |
| Eutypella collariata                                   | (Cooke & Ellis) Rehm                           | 1906           |
| Eutypella combreti                                     | (Gambhir) Rappaz                               | 1987           |
| Eutypella cordiae                                      | Syd. & P. Syd.                                 | 1909           |
| Eutypella corynostoma                                  | (Berk. & Ravenel) Sacc.                        | 1882           |
| Eutypella corynostomoides                              | (Rehm) Rappaz                                  | 1987           |
| Eutypella diminuta                                     | Sacc. & Flageolet                              | 1902           |
| Eutypella doidgeae                                     | Syd.                                           | 1939           |
| Eutypella domicalis                                    | Fairm.                                         | 1923           |
| Eutypella dovyalidis                                   | (Doidge) Rappaz                                | 1987           |
| Eutypella elaeagni                                     | Vasyag.                                        | 1981           |
| Eutypella erythrinae                                   | A.K. Kar & Maity                               | 1970           |
| Eutypella erythrinicola                                | Rappaz                                         | 1987           |
| Eutypella euphorbiae                                   | Urries                                         | 1956           |
| Eutypella extensa                                      | (Fr.) Sacc.                                    | 1882           |
| Eutypella giffardiani                                  | Lar.N. Vassiljeva & J.D. Rogers                | 2010           |
| Eutypella gleditsiae                                   | Berl.                                          | 1902           |
| Eutypella grandis                                      | (Nitschke) Sacc.                               | 1882           |
| Eutypella gymnosporiae                                 | (Gambhir) Rappaz                               | 1987           |
| Eutypella halimodendri                                 | (Kravtzev) Lapukhova                           | 1981           |
| Eutypella heveae                                       | H.S. Yates                                     | 1918           |
| Eutypella hunanensis                                   | Rappaz                                         | 1987           |
| Eutypella indica                                       | (Sathe & Vaidya) Rappaz                        | 1989           |
| Eutypella isariphora                                   | (Nitschke) Sacc.                               | 1882           |
| Eutypella jaffueliana                                  | Speg.                                          | 1921           |
| Eutypella juglandicola                                 | (Schwein.) Ellis & Everh.                      | 1892           |
| Eutypella juglandina                                   | (Cooke & Ellis) Sacc.                          | 1882           |
| Eutypella leprosa (Esdoornschorsschijfje)              | (Pers.) Berl.                                  | 1902           |
| Eutypella leptocarpa                                   | Sacc.                                          | 1915           |
| Eutypella leucaenae                                    | Rehm                                           | 1914           |
| Eutypella lineolata                                    | Rehm                                           | 1916           |
| Eutypella longiana                                     | Rehm                                           | 1907           |
| Eutypella ludens                                       | (Speg.) Rappaz                                 | 1987           |
| Eutypella lycii                                        | Ade                                            | 1923           |
| Eutypella mahabaleshwarensis                           | (Srinivas. & P.G. Sathe) A. Pande              | 2008           |
| Eutypella malloti                                      | Rehm                                           | 1916           |
| Eutypella manihoticola                                 | Viégas                                         | 1944           |
| Eutypella microspora                                   | (Cooke & Plowr.) Sacc.                         | 1882           |
| Eutypella munkii                                       | (S.B. Kale & S.V.S. Kale) A. Pande             | 2008           |
| Eutypella murrayae                                     | Syd. & P. Syd.                                 | 1909           |
| Eutypella nabagramensis                                | A.K. Kar & Maity                               | 1980           |
| Eutypella nainitalensis                                | Dargan & Bhatia                                | 1986           |
| Eutypella naqsii                                       | K.D. Hyde                                      | 1995           |
| Eutypella padina                                       | (Nitschke) Nannf.                              | 1953           |
| Eutypella paliuri                                      | Syd. & P. Syd.                                 | 1920           |
| Eutypella paraensis                                    | Henn.                                          | 1908           |
| Eutypella paraphysata                                  | (Speg.) Rappaz                                 | 1987           |
| Eutypella parasitica                                   | R.W. Davidson & R.C. Lorenz                    | 1938           |
| Eutypella perplexans                                   | C. Moreau & M. Moreau                          | 1951           |
| Eutypella persica                                      | Mehrabi, Asgari & Hemmati                      | 2019           |
| Eutypella phaeospora                                   | J. Fourn. & Lechat                             | 2011           |
| Eutypella pongamiae                                    | G.P. Agarwal & S. Gupta                        | 1988           |
| Eutypella portoricensis                                | (Petr.) Rappaz                                 | 1987           |
| Eutypella praeandina                                   | Speg.                                          | 1912           |
| Eutypella premnae                                      | Rehm                                           | 1914           |
| Eutypella prunastri (Prunusschorsschijfje)             | (Pers.) Sacc.                                  | 1882           |
| Eutypella pseudostromatica                             | Ananthap.                                      | 1989           |
| Eutypella quaternata (Kwartetschorsschijfje)           | (Pers.) Rappaz                                 | 1987           |
| Eutypella quercina                                     | Mehrabi, Asgari & Hemmati                      | 2019           |
| Eutypella rehmiana                                     | (Henn.) Höhn.                                  | 1910           |
| Eutypella rimulosa                                     | (Pass.) Rappaz                                 | 1987           |
| Eutypella riograndensis                                | (Rehm) Rappaz                                  | 1987           |
| Eutypella rozabaghensis                                | (Srinivas. & P.G. Sathe) A. Pande              | 2008           |
| Eutypella ruborum                                      | Syd. & P. Syd.                                 | 1913           |
| Eutypella ruficarnis                                   | (Berk. & M.A. Curtis) Rappaz                   | 1987           |
| Eutypella russodes                                     | (Berk. & Broome) Berl.                         | 1902           |
| Eutypella scoparioides                                 | Pat.                                           | 1902           |
| Eutypella semicircularis                               | S. Chacón & M. Piepenbr.                       | 2013           |
| Eutypella sepulta                                      | (Sacc.) Dearn.                                 | 1926           |
| Eutypella sorbi                                        | (Alb. & Schwein.) Sacc.                        | 1882           |
| Eutypella staphylina                                   | Rehm                                           | 1912           |
| Eutypella stellulata (Kleinsporig iepenschorsschijfje) | (Fr.) Sacc.                                    | 1882           |
| Eutypella stenocalycis                                 | Syd. & P. Syd.                                 | 1909           |
| Eutypella tamaricis                                    | Thambug., Camporesi & K.D. Hyde                | 2016           |
| Eutypella tetraploa                                    | (Berk. & M.A. Curtis) Sacc.                    | 1882           |
| Eutypella tetraspora                                   | Berl.                                          | 1902           |
| Eutypella tiflisiensis                                 | Rehm                                           | 1914           |
| Eutypella tilakii                                      | R. Rao                                         | 1965           |
| Eutypella tumida                                       | (Ellis & Everh.) Wehm.                         | 1925           |
| Eutypella velata                                       | (Rehm) Rappaz                                  | 1987           |
| Eutypella virescens                                    | Wehm.                                          | 1936           |
| Eutypella wisteriae                                    | Syd. & P. Syd.                                 | 1913           |
| Eutypella zelkovae                                     | Henn.                                          | 1902           |
| Eutypella ziziphi                                      | Syd., P. Syd. & E.J. Butler                    | 1911           |